# Легша вага в боксі
Легша вага (англ. bantamweight) — вагова категорія у боксі. Також має назву «вага півня» від англ. Bantam — бентамка (порода курей).

## Професійний бокс
В професійному боксі виступають боксери від 52,2 кг (115 футів) до 53,5 кг (118 фунтів).

### Чемпіони
Чоловіки
Станом на 8 червня 2025
| Організація | Дата здобуття  | Чемпіон         | Рекорд           | Захисти |
| ----------- | -------------- | --------------- | ---------------- | ------- |
| WBA (Super) | 17 травня 2025 | Антоніо Варгас  | 19–1-0-1 (11 KO) | 0       |
| WBC         | 24 січня 2024  | Накатані Дзюнто | 31–0 (24 KO)     | 4       |
| IBF         | 8 червня 2025  | Накатані Дзюнто | 31–0 (24 KO)     | 0       |
| WBO         | 6 травня 2024  | Такеї Йосикі    | 11–0 (9 KO)      | 2       |

Жінки
| Організація | Дата здобуття   | Чемпіон        | Рекорд        | Захисти |
| ----------- | --------------- | -------------- | ------------- | ------- |
| WBA         | 9 жовтня 2021   | Джеймі Мітчелл | 8-0-2 (5 KO)  |         |
| WBC         | 31 жовтня 2020  | Юліхан Луна    | 23-3-1 (4 KO) |         |
| IBF         | 26 березня 2022 | Ебані Бріджес  | 8-1 (3 KO)    |         |
| WBO         | 25 червня 2021  | Діна Торслунд  | 18-0 (7 KO)   |         |

### Список найбільш довгодіючих чемпіонів світу з боксу в легшій вазі
В списку перелічено боксерів, які мають самий тривалий безперервний час володіння титулом чемпіона світу в легшій вазі за версіями чотирьох загальновизнаних боксерських організацій: WBA, WBC, IBF, WBO. Загальний час чемпіонства для багаторазових чемпіонів не плюсується.
|    | Ім'я              | Тривалість чемпіонства      | Організація     | Кількість захистів | Кількість оппонентів |
| -- | ----------------- | --------------------------- | --------------- | ------------------ | -------------------- |
| 1. | Ансельмо Морено   | 6 років, 3 місяці, 26 днів  | WBA             | 12                 | 11                   |
| 2. | Веєрафол Сахапром | 6 років, 3 місяці, 17 днів  | WBC             | 14                 | 11                   |
| 3. | Орландо Канісалес | 6 років, 3 місяці, 16 днів  | IBF             | 16                 | 15                   |
| 4. | Яманака Сінсуке   | 5 років, 9 місяців, 9 днів  | WBC             | 12                 | 11                   |
| 5. | Тім Остін         | 5 років, 6 місяців, 26 днів | IBF             | 9                  | 9                    |
| 6. | Хасегава Ходзумі  | 5 років, 14 днів            | WBC             | 10                 | 10                   |
| 7. | Альфонсо Браун    | 4 роки, 9 місяців, 28 днів  | NYSAC, NBA, IBU | 10                 | 8                    |
| 8. | Едер Жофре        | 4 роки, 6 місяців           | NBA, WBA, WBC   | 8                  | 8                    |

     Діючі боксери
     Боксери, що завершили кар'єру

## Аматорський бокс
В аматорському боксі вагові категорії вимірюються в кілограмах. З 1910 року в легшій вазі виступали боксери до 53,5 кг. Після Другої світової війни до 2010 року виступали боксери від 51 кг до 54 кг. З 2011 року у зв'язку зі зміною кількості вагових категорій з 11 до 10 в легшій вазі стали виступати боксери від 52 кг до 56 кг. З 2019 року кількість вагових категорій для чоловіків скоротилася до 8 і в легшій вазі змагання не проводилися. З 1 серпня 2021 року у легшій вазі стали виступати боксери до 54 кг.

### Олімпійські чемпіони
- 1904 —  Олівер Кірк
- 1908 —  Альберт Генрі Томас
- 1920 —  Кларенс Волкер
- 1924 —  Вільям Сміт
- 1928 —  Вітторіо Таманьїні
- 1932 —  Горас Гвінн
- 1936 —  Ульдеріко Серго
- 1948 —  Тібор Чік
- 1952 —  Пенті Хемелайнен
- 1956 —  Вольфґанґ Берендт
- 1960 —  Олег Григор'єв
- 1964 —  Сакурай Такао
- 1968 —  Валеріан Соколов
- 1972 —  Орландо Мартінес
- 1976 —  Ку Єн Джу
- 1980 —  Хуан Ернандес
- 1984 —  Мауріціо Стекка
- 1988 —  Кеннеді Маккінні
- 1992 —  Хоель Касамайор
- 1996 —  Іштван Ковач
- 2000 —  Гільєрмо Рігондо
- 2004 —  Гільєрмо Рігондо
- 2008 —  Енхбатин Бадар-Ууган
- 2012 —  Люк Кемпбелл
- 2016 —  Робейсі Рамірес